# CFBDS J095914+023655
CFBDS J095914+023655 ist ein Brauner Zwerg der Spektralklasse T3 im Sternbild Sextans. Er wurde 2008 von Philippe Delorme et al. entdeckt.